# Those Boys!
Those Boys! er en amerikansk stumfilm fra 1909 af D. W. Griffith.

## Medvirkende
- Anita Hendrie
- Linda Arvidson
- Clara T. Bracy
- Florence Lawrence
- Dorothy West